# Аврежио, Александр Антонович
Александр Антонович Аврежио (1804—1875) — инженер-генерал-лейтенант русской императорской армии.

## Биография
Родился в 1804 году в семье надворного советника Антона Андреевича Аврежио; его двоюродный брат — генерал-майор Франц Францевич Аврежио (ок. 1806 — после 1868).
В 1821 году окончил Инженерное училище, в 1823 году — офицерские классы училища.
С 1849 года был директором Варшавско-Венской железной дороги, с 1852 года — командир Западного инженерного округа. В 1859 году вышел в отставку.
Полковник с 1840 года, генерал-майор «за отличие по службе» с 23 апреля 1850 со старшинством от 2 августа 1851 года; генерал-лейтенант с 24 февраля 1859 года.
Был женат на дочери киевского педиатра Христиана Георгиевича Бунге Екатерине Христиановне (01.02.1809—07.07.1879); их дочь Ольга (1830—?), в замужестве Вильде.
Умер в Варшаве 20 апреля (2 мая) 1875 года.

## Награды
российские:
- орден Св. Владимира 4-й ст. (1838)
- орден Св. Анны 2-й ст. (1848; императорская корона к ордену — 1850)
- орден Св. Станислава 1-й ст. (1851)

иностранные:
- австрийский орден Леопольда, командорский крест (1850)
- прусский орден Красного орла 2-й ст. (1851)
- орден Дубовой короны, большой крест (1853)